# Schizachyrium djalonicum
Schizachyrium djalonicum là một loài thực vật có hoa trong họ Hòa thảo. Loài này được Jacq.-Fél. miêu tả khoa học đầu tiên năm 1953.